# Gładczyn Rządowy (osada leśna)
Gładczyn Rządowy – osada leśna (gajówka) w Polsce położona w województwie mazowieckim, w powiecie pułtuskim, w gminie Zatory.
W latach 1975–1998 miejscowość administracyjnie należała do województwa ostrołęckiego.